# Estadio Corregidora
El Estadio La Corregidora de Querétaro se ubica en la Ciudad de Querétaro, Estado de Querétaro, México. Es sede del Querétaro Fútbol Club, equipo de la Primera División de México. También fue sede Cobras (1986-87), Atlante (1989-90), de TM Gallos Blancos durante 12 juegos de la temporada 1994-95, cuando Tampico Madero se mudara del Estadio Tamaulipas por problemas de arrendamiento y de Pumas de la UNAM entre 1999 y 2000 durante la Huelga estudiantil. Fue nombrado así en honor de la heroína de la Independencia de México, Josefa Ortiz de Domínguez, esposa del corregidor de Querétaro, Miguel Domínguez.

## Historia
En 1982 el gobernador Rafael Camacho Guzmán expresó su deseo de darle a Querétaro un gran estadio de fútbol. Poco tiempo después informó que su construcción se haría realidad, básicamente con un solo motivo, que en su cancha se jugaran encuentros de la Copa Mundial de Fútbol de 1986.
Se convocó a un concurso a los arquitectos queretanos y se eligió el proyecto del arquitecto Luis Alfonso Fernández Siurob.   
La construcción inició el 17 de marzo de 1983 y concluyó el 31 de diciembre de 1984. Se aprecian similitudes con el Estadio Azteca, esto debido a que se compone de tres niveles: zona baja (especial), zona media (palcos y plateas), zona alta (preferente).
El nombre del Estadio Corregidora surgió de un concurso, el cual ganaron cinco personas, entre las que se encontraban los señores J. Jesús Ramírez Orta y José Ignacio Martínez López, a quienes se les otorgó un reconocimiento. Fue inaugurado el 5 de febrero de 1985 por el presidente Miguel de la Madrid Hurtado, a fines del periodo del gobernador Camacho, con el partido entre las selecciones nacionales de México y Polonia, con resultado final de 5-0 a favor del cuadro azteca. El gol inaugural lo anotó el capitán de México, Tomás Boy Espinoza en magnífica ejecución de tiro de castigo.
El primer juego oficial fue entre Cobras de Querétaro y Poza Rica el 10 de febrero de 1985, en duelo correspondiente a la Segunda División Profesional; la filial de América derrotó 2-0 a los veracruzanos y Manuel Agustín Calderón de las Heras fue el encargado de realizar el primer gol oficial en el inmueble.
La capacidad del diseño original del estadio fue de 32 130 espectadores, sin embargo poco después de su inauguración su capacidad se incrementó a 35 575 personas. El estadio ha sufrido varias remodelaciones con motivo de la celebración de la Copa Mundial de Fútbol Sub-17 de 2011 entre las que destacan la colocación de una pantalla de 38m², mejoras en la iluminación, y ampliación del aforo.
Durante varios años en el costado oeste de sus instalaciones fueron oficinas y estudios de televisión del canal local matutino TV-Q, que en los horarios vespertino y nocturno era retransmisor del Canal 5 nacional.

### Tragedia en el estadio (2022)
La Tragedia del Estadio Corregidora fue un suceso ocurrido el 5 de marzo de 2022 en el Estadio Corregidora de Querétaro, México, Sin embargo, las fuentes oficiales del gobierno aseveran que únicamente se han contabilizado 22 heridos (dos de ellos de gravedad), por lo que las cifras están aún por confirmarse. Al final, el saldo fue de 26 heridos.

## Partidos internacionales

### Selección mexicana como local
| Amistoso; 11 de noviembre de 2011 | México                             | 2:0 (1:0) | Serbia | Estadio Corregidora, Querétaro                           |                                                          |
|                                   | Salcido 1' · Chicharito 88' (pen.) | Reporte   |        | Asistencia: 35 575 espectadores Árbitro(s): Walter López | Asistencia: 35 575 espectadores Árbitro(s): Walter López |

| Amistoso; 12 de octubre de 2014 | México        | 1:0 (0:0) | Panamá | Estadio Corregidora, Querétaro                           |                                                          |
|                                 | É. Torres 89' | Reporte   |        | Asistencia: 35 575 espectadores Árbitro(s): Joel Aguilar | Asistencia: 35 575 espectadores Árbitro(s): Joel Aguilar |

| Amistoso; 16 de octubre de 2018 | México | 0:1 (0:0) | Chile        | Estadio Corregidora, Querétaro                           |                                                          |
|                                 |        |           | Castillo 89' | Asistencia: 35 575 espectadores Árbitro(s): Joel Aguilar | Asistencia: 35 575 espectadores Árbitro(s): Joel Aguilar |

### Copa del Mundo México 1986
| 4 de junio de 1986, 12:00 | Uruguay      | 1:1 (1:0) | Alemania Federal | Estadio Corregidora de Querétaro, Querétaro                                   |                                                                               |
|                           | Alzamendi 4' | Reporte   | Allofs 84'       | Asistencia: 30 500 espectadores Árbitro(s): Vojtech Christov (Checoslovaquia) | Asistencia: 30 500 espectadores Árbitro(s): Vojtech Christov (Checoslovaquia) |

| 8 de junio de 1986, 12:00 | Alemania Federal        | 2:1 (1:1) | Escocia      | Estadio Corregidora de Querétaro, Querétaro                     |                                                                 |
|                           | Völler 23' · Allofs 49' | Reporte   | Strachan 18' | Asistencia: 30 000 espectadores Árbitro(s): Ioan Igna (Rumania) | Asistencia: 30 000 espectadores Árbitro(s): Ioan Igna (Rumania) |

| 13 de junio de 1986, 12:00 | Dinamarca                      | 2:0 (1:0) | Alemania Federal | Estadio Corregidora de Querétaro, Querétaro                         |                                                                     |
|                            | Olsen 43' (pen.) · Eriksen 62' | Reporte   |                  | Asistencia: 36 000 espectadores Árbitro(s): Alexis Ponnet (Bélgica) | Asistencia: 36 000 espectadores Árbitro(s): Alexis Ponnet (Bélgica) |

| 18 de junio de 1986, 16:00 | Dinamarca        | 1:5 (1:1) | España                                                       | Estadio Corregidora de Querétaro, Querétaro                           |                                                                       |
|                            | Olsen 33' (pen.) | Reporte   | Butragueño 43', 56', 80', 88' (pen.) · Goikoetxea 68' (pen.) | Asistencia: 38 500 espectadores Árbitro(s): Jan Keizer (Países Bajos) | Asistencia: 38 500 espectadores Árbitro(s): Jan Keizer (Países Bajos) |

### Finales de liga
| 28 de mayo de 1985 | UNAM         | 1:3 (0:1) | América                             | Estadio Corregidora, Querétaro |                           |
|                    | Ferretti 71' |           | Brailovsky 11' 56' · Hermosillo 76' | Árbitro(s): Joaquín Urrea      | Árbitro(s): Joaquín Urrea |

| 31 de mayo de 2015                       | Querétaro                                     | 3:0 (3:0) (Global 3:5) | Santos | Estadio Corregidora, Querétaro                               |                                                              |
|                                          | Osuna 10' (pen.) · Corona 21' · Sepúlveda 38' | Reporte                |        | Asistencia: 31 275 espectadores Árbitro(s): Francisco Chacón | Asistencia: 31 275 espectadores Árbitro(s): Francisco Chacón |
| Santos Campeón del Torneo Clausura 2015. |                                               |                        |        |                                                              |                                                              |

### Final de Copa México
| 2 de noviembre de 2016, 20:00 (UTC-6)                | Querétaro                           | 0:0 (3:2 p.)               | Guadalajara                                   | Estadio Corregidora, Querétaro                                |                                                               |
|                                                      |                                     | Reporte                    |                                               | Asistencia: 33 193 espectadores Árbitro(s): Oscar Macías Romo | Asistencia: 33 193 espectadores Árbitro(s): Oscar Macías Romo |
|                                                      |                                     | Tiros desde el punto penal |                                               |                                                               |                                                               |
|                                                      | Benítez · Volpi · Candelo · Noriega |                            | Pereira · Alanís · Cisneros · Pineda · Pulido |                                                               |                                                               |
| Querétaro campeón de la Copa Corona MX Apertura 2016 |                                     |                            |                                               |                                                               |                                                               |

### Copa Mundial Sub-17 2011
| 20 de junio de 2011, 15:00 | Alemania                                                           | 6:1 (1:0) | Ecuador    | Estadio Corregidora, Querétaro                                          |                                                                         |
|                            | Yesil 31' 69' · Röcker 54' · Aycicek 61' · Ducksch 85' · Aydin 90' | Reporte   | Gruezo 51' | Asistencia: 23.500 espectadores Árbitro(s): Elmer Bonilla (El Salvador) | Asistencia: 23.500 espectadores Árbitro(s): Elmer Bonilla (El Salvador) |

| 20 de junio de 2011, 18:00 | Burkina Faso | 0:1 (0:1) | Panamá      | Estadio Corregidora, Querétaro                                         |                                                                        |
|                            |              | Reporte   | Aguilar 22' | Asistencia: 25.167 espectadores Árbitro(s): Bas Nijhuis (Países Bajos) | Asistencia: 25.167 espectadores Árbitro(s): Bas Nijhuis (Países Bajos) |

| 23 de junio de 2011, 15:00 | Burkina Faso | 0:3 (0:2) | Alemania                             | Estadio Corregidora, Querétaro                                       |                                                                      |
|                            |              | Reporte   | Günter 4' · Aycicek 26' · Weiser 64' | Asistencia: 14.603 espectadores Árbitro(s): Paul Delgadillo (México) | Asistencia: 14.603 espectadores Árbitro(s): Paul Delgadillo (México) |

| 23 de junio de 2011, 18:00 | Panamá      | 1:2 (1:0) | Ecuador                  | Estadio Corregidora, Querétaro                                       |                                                                      |
|                            | Aguilar 33' | Reporte   | Jaime 61' · Cevallos 82' | Asistencia: 18.650 espectadores Árbitro(s): Nawaf Shukralla (Baréin) | Asistencia: 18.650 espectadores Árbitro(s): Nawaf Shukralla (Baréin) |

| 27 de junio de 2011, 10:00 | Australia     | 1:1 (0:1) | Dinamarca     | Estadio Corregidora, Querétaro                                    |                                                                   |
| | Remington 89' | Reporte   | Sorensten 35' | Asistencia: 2.000 espectadores Árbitro(s): Diego Abal (Argentina) | Asistencia: 2.000 espectadores Árbitro(s): Diego Abal (Argentina) |
| Partido suspendido a los 25 minutos del primer tiempo por lluvia. Se reanudó el 27 de junio, con el marcador 0:0, anulando el gol hecho por Viktor Fischer al minuto 11 a favor de Dinamarca. |               |           |               |                                                                   |                                                                   |

| 26 de junio de 2011, 15:00 | Panamá | 0:2 (0:2) | Alemania               | Estadio Corregidora, Querétaro                                      |                                                                     |
|                            |        | Reporte   | Aydin 10' · Weiser 39' | Asistencia: 28.500 espectadores Árbitro(s): Norbert Hauata (Tahití) | Asistencia: 28.500 espectadores Árbitro(s): Norbert Hauata (Tahití) |

| 30 de junio de 2011, 15:00 | Alemania                                          | 4:0 (3:0) | Estados Unidos | Estadio Corregidora, Querétaro                                   |                                                                  |
|                            | Günter 20' · Weiser 40' · Yesil 43' · Ducksch 50' | Reporte   |                | Asistencia: 16.191 espectadores Árbitro(s): Omar Ponce (Ecuador) | Asistencia: 16.191 espectadores Árbitro(s): Omar Ponce (Ecuador) |

| 30 de junio de 2011, 18:00 | Francia                            | 3:2 (1:2) | Costa de Marfil                    | Estadio Corregidora, Querétaro                                          |                                                                         |
|                            | Benzia 37' (pen.) 74' · Nangis 65' | Reporte   | S. Coulibaly 3' · Diarrassouba 25' | Asistencia: 18.192 espectadores Árbitro(s): Elmer Bonilla (El Salvador) | Asistencia: 18.192 espectadores Árbitro(s): Elmer Bonilla (El Salvador) |

| 3 de julio de 2011, 18:00 | Japón                       | 2:3 (0:1) | Brasil                               | Estadio Corregidora, Querétaro                                      |                                                                     |
|                           | Nakajima 77' · Hayakawa 88' | Reporte   | Leo 16' · Ademilson 48' · Adryan 60' | Asistencia: 30.123 espectadores Árbitro(s): Roberto García (México) | Asistencia: 30.123 espectadores Árbitro(s): Roberto García (México) |

## Equipos
La historia del estadio ha estado marcada constantemente por su uso como sede alterna de múltiples equipos en diversas ocasiones:
- América:
  - Tres partidos de la Copa de Campeones de la Concacaf; dos correspondientes a la 2.ª y 3.ª ronda de la Zona Norte/Centro de la edición 1985, enfrentando al Vida y el Olimpia (ambos de Honduras) respectivamente. Y la semifinal jugada a un solo partido y en cancha neutral, ante SV Robinhood en el certamen de 1992.[7][8]
  - Ocho de liga en las fases regulares de las temporadas 1988-89 (1), Verano 1997 (1), Invierno 1997 (2), Invierno 1998 (1), Verano 1999 (1), Invierno 1999 (2); y dos de la fase final por el título (liguilla), el primero en los cuartos de final del Clausura 2011 contra Morelia, debido al uso del Estadio Azteca para los conciertos del grupo musical U2, y el segundo por la semifinal de ida del Clausura 2019 ante el León, a causa de la contingencia ambiental vigente en ese momento en la capital del país.[9]
  - Uno de la Copa Libertadores 2011, correspondiente a los octavos de final ante Santos.
- Cruz Azul:
  - Cuatro de la fase regular de liga en los torneos Prode 1985 (2) y México 1986 (2).[9]
  - Cuatro partidos de su participación en la Copa México 1987-88 y tres de la Copa México 1988-89.
- Pumas de la UNAM disputó once partidos entre el 25 de abril de 1999 (Verano 1999) y el 23 de enero del año 2000 (Verano 2000), incluyendo la totalidad del Invierno 1999, durante todo el tiempo que la UNAM permaneció en huelga en 1999. Volvería a ejercer como local en este escenario el 1 de octubre de 2017 al recibir a Cruz Azul, en juego correspondiente a la jornada 12 del Apertura 2017, debido al sismo del 19 de septiembre de 2017 que afectó a la Ciudad de México.[9]
- Necaxa jugó dos partidos de la fase regular de los torneos de liga Invierno 1997 e Invierno 1998. Y uno de la segunda ronda en la llave 2 de la Copa de Campeones de la Concacaf 1996, donde derrotó 2-1 a Saprissa.[9]
- Alebrijes de Oaxaca, en 2016 debido a que el Estadio Benito Juárez estaba siendo demolido y el Estadio Tecnológico de Oaxaca no estaba listo, aquí jugó un partido.

Desde luego se mencionan aparte los equipos que ejercieron formalmente como local en este escenario:
- Cobras de Querétaro en las temporadas 1985-86 (cuando consiguió el ascenso en segunda división) y 1986-87, misma en la que descendió (En Segunda División se mudó a Ciudad Juárez y actualmente está desaparecido).
- Atlante en la temporada 1989-90; disputó 17 de los 19 partidos que jugó como local en la campaña, al final de la cual descendió, ante lo cual regresó a la Ciudad de México.[9]
- Tampico Madero Fútbol Club, en 14 partidos de la temporada 1994-95 bajo el nombre de TM Gallos Blancos, esto debido a problemas con el arrendamiento del Estadio Tamaulipas; al final de la temporada descendió.
- Halcones de Querétaro, a fines de la década de 1990, desaparecido.
- Gallos Blancos de Querétaro, desde 1990 hasta la actualidad.

## Otros eventos
Varios eventos extradeportivos se han presentado:
- Conciertos (Cyndi Lauper, Rod Stewart, Shakira, Miguel Bosé, Timbiriche, Ana Torroja, Maná, entre otros)
- Reuniones de diversos grupos religiosos
- Mítines políticos
- Exhibición de autos antiguos y de colección
- El rosario más largo de pan de la historia

## Característícas técnicas y capacidad
Arquitectura
El Estadio Corregidora está considerado como uno de los estadios más bellos del país, y las características de su graderío están inspiradas en las del Estadio Azteca. En realidad, mucha gente lo considera una pequeña réplica mejorada de dicho estadio debido a que desde cualquier zona del estadio se logra apreciar en buena calidad el partido.
El Estadio Corregidora es uno de los edificios más representativos e imponentes de la Ciudad de Querétaro, ya que cuenta con una estructura de concreto y lámina que comprende una superficie construida de 261 174.00 m².
Diseño
El Estadio Corregidora tiene forma de óvalo y está constituido por tres niveles completamente cerrados, siendo los niveles primero y tercero de graderías, mientras que el segundo nivel lo ocupan los palcos. El primer nivel cuenta con 19 filas, el segundo con 3 y el tercero 14, con lo cual se tienen 36 gradas desde la parte inferior hasta la superior del inmueble.
Su capacidad de diseño fue de 32 130 espectadores, sin embargo, posterior a su inauguración le fue añadida en la sección baja un nivel más de gradas (de herrería), con lo cual su capacidad se incrementó a 35,575 espectadores. Esto lo hace el décimo estadio más grande de México, después del Estadio Azteca el Estadio Olímpico Universitario y el Estadio de la Ciudad de los Deportes en Ciudad de México, el Estadio Jalisco en Guadalajara, el Estadio Omnilife en Guadalajara, el Estadio Cuauhtémoc en Puebla, el Estadio Universitario, el Estadio BBVA Bancomer en Monterrey y el Estadio Morelos en Morelia.
Su cancha simula una alfombra verde, sembrada con seis diferentes tipos de pasto que permiten disfrutar plenamente de los eventos y le dan al escenario un toque de tranquilidad y confort.
La zona de vestidores se encuentra en la parte baja en el área poniente del estadio, y cuenta con 5 vestidores y ocho tinas de hidromasaje, wc, cuarto de vapor y 8 camillas para masaje.
Por su capacidad, funcionalidad, instalaciones y comodidad, además de un excelente estado de conservación, el Estadio Corregidora está considerado como uno de los mejores estadios en la República Mexicana.
Zonas
El inmueble cuenta con tres niveles, y sus tipos de localidades son los siguientes:
- Zona Preferente (tercer nivel)
- Zona de Palcos: Individual Norte, Individual Sur (segundo nivel)
- Zona Especial Oriente (primer nivel)
- Zona Especial vip (primer nivel)
- Zona Cabecera Especial Norte (primer nivel)
- Zona Cabecera Especial Sur (primer nivel)

Instalaciones y equipos
Entre las instalaciones y equipos con los que cuenta el estadio se puede mencionar:
- Alumbrado de la cancha consta de 20 faros de cuarzo y 250 lámparas de 1500 watts
- Sonido local
- Líneas telefónicas
- Equipo de riego
- Alumbrado público con lámparas de halógeno
- Drenaje basándose en redes de recolección de aguas residuales
- 4 subestaciones eléctricas
- Cuarto de bombas de agua
- Cuarto de calderas
- Cuarto de plantas eléctricas de emergencias
- Red eléctrica
- Área con postería de concreto
- Estacionamiento privado para 480 vehículos
- Estacionamiento exterior para 3547 vehículos
- 2 vestidores principales con tina
- 2 vestidores preliminares
- 1 vestidor de árbitros
- 1 pantalla gigante